# Bresnik (miasto Prokuplje)
Bresnik (cyr. Бресник) – wieś w Serbii, w okręgu toplickim, w mieście Prokuplje. W 2011 roku liczyła 9 mieszkańców.